# Кристиан Леополд фон Бух
Кристиан Леополд фон Бух (на немски: Christian Leopold von Buch) е немски геолог, палеонтолог, пътешественик и географ.

## Биография
Произхожда от стара благородническа фамилия. Следва в университета заедно с Александър Хумболт и заедно с Авраам Готлиб Вернер се смята за основател на геоложката школа в Германия.
В началото на ХІХ век установява геоложкия строеж на Феноскандия. През 1806-1807 година изследва Гудбрандсдал (долината на река Логан), а на север от 62º с. ш. – платото Доврефел (2286 м). Между 65 – 68º с.ш. изследва областта Нурлан в Норвегия. Изследва още Лофотенските о-ви, остров Хинньо, остров Сеня, района на нос Нордкап, Порсангер фиорд и пресича Лапландия от север на юг до Ботническия залив.
През 1825 г. изследва дъгообразното възвишение Франконски Алб (дължина 150 км, 657 м) между 11° и 12° и.д. в Германия, на север от горното течение на Дунав, а през 1828 година – северните склонове на Алпите, пресичани от десните притоци на Дунав.
Първоначално основен акцент на неговите геоложки проучвания е вулканичната дейност, но по-късно се отдава изцяло на стратиграфските изследвания, като по този начин става основател на стратиграфията. Въвежда термините вулканичен кратер, калдера, андезити и други. През 1826 година публикува първата цялостна геоложка карта на Германия. През 1842 година е удостоен със златен медал на Лондонското геоложко дружество, а през 1850 г. става почетен член на Германското дружество по естествена история.

## Памет
Неговото име носят кратер на Луната, няколко улице в германски градове и няколко вида растения.

## Съчинения
- „Physicalische Beschrei-bung der Canarischen Jnseln“, (1825);
- „Geammelte Schriften“, Bd. 1-4, 1867-85.